# Bad Langensalza

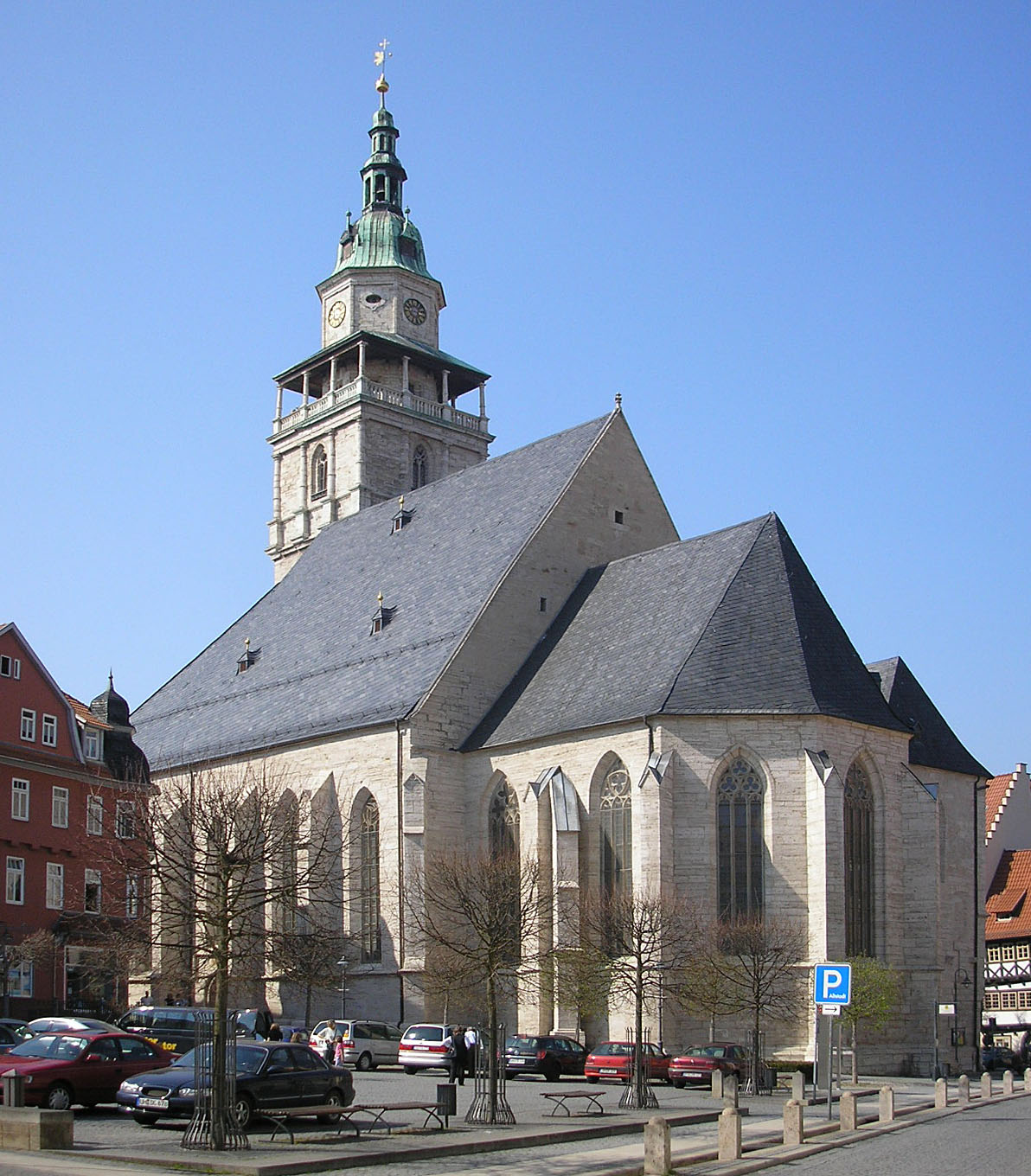
Marktkirche

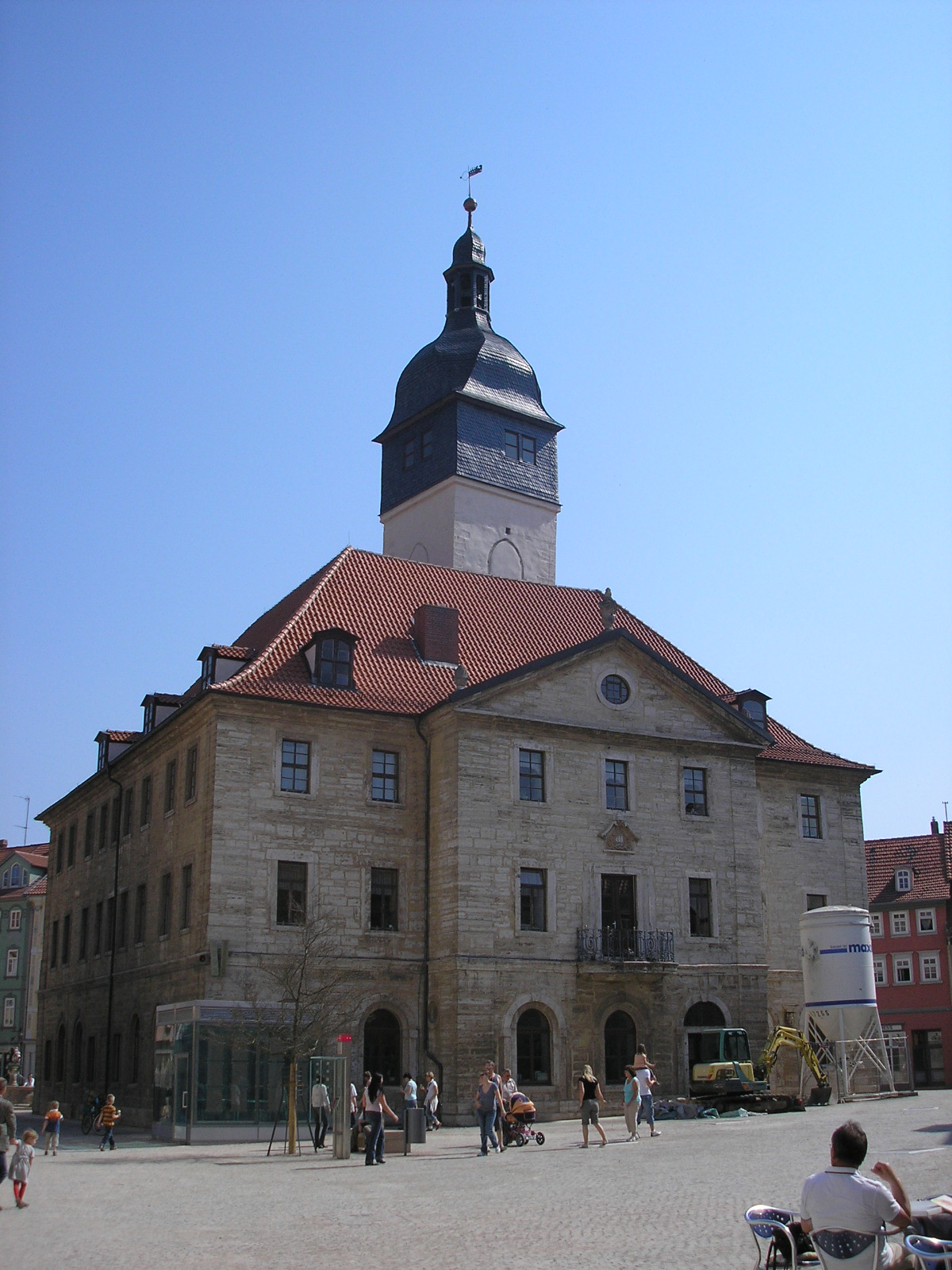
Rathaus

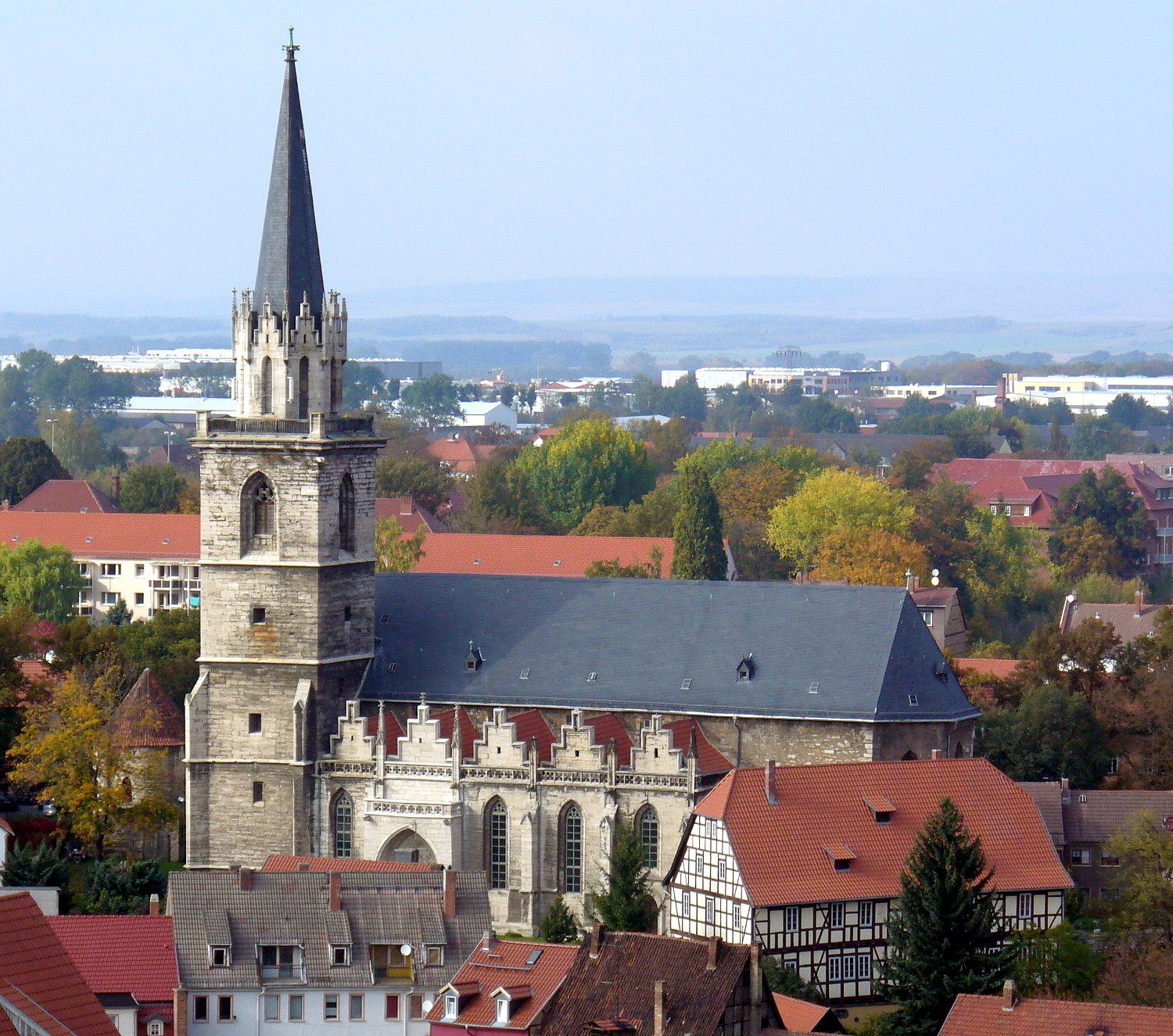
Bergkirche

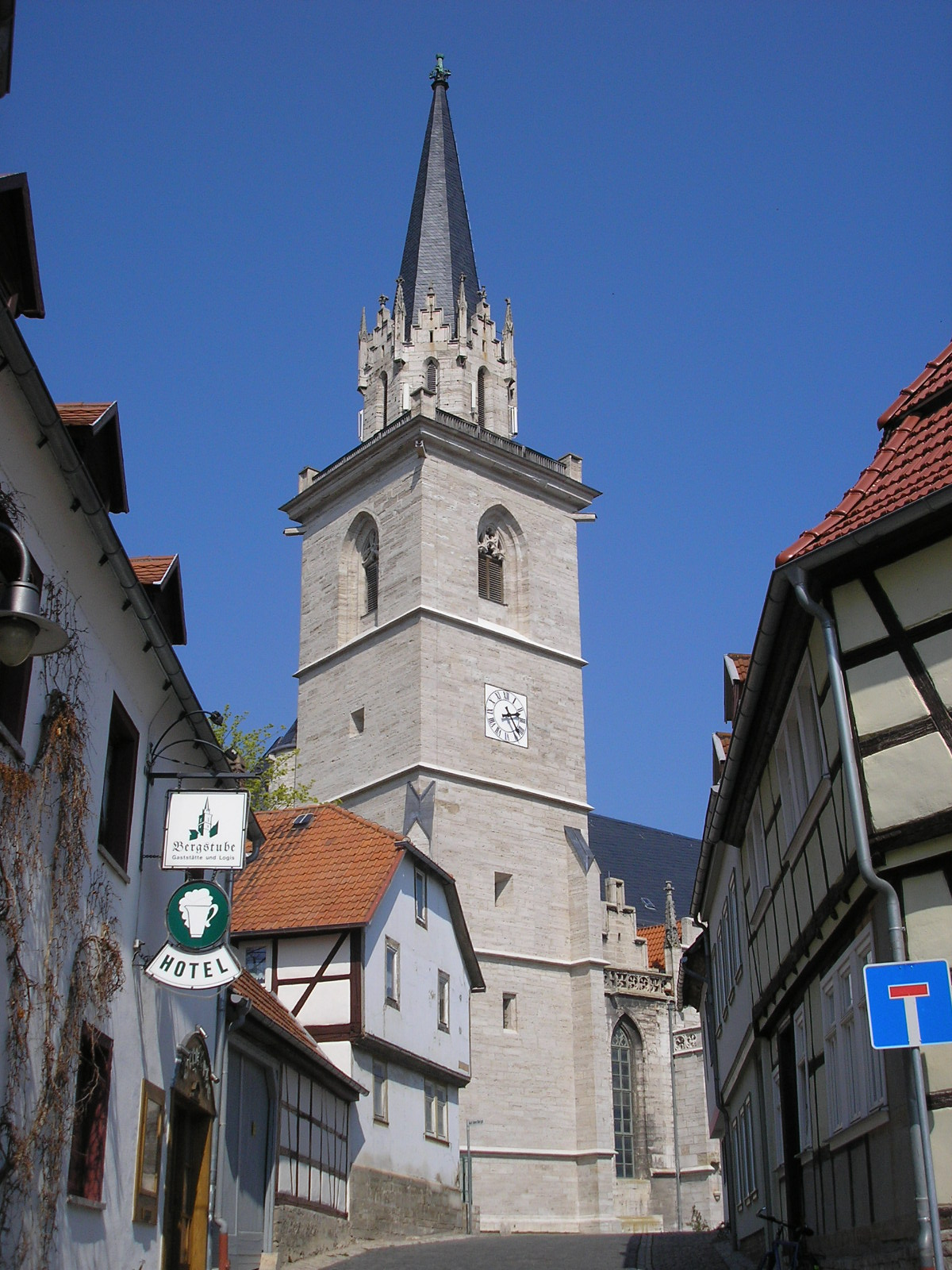
Turm der Bergkirche

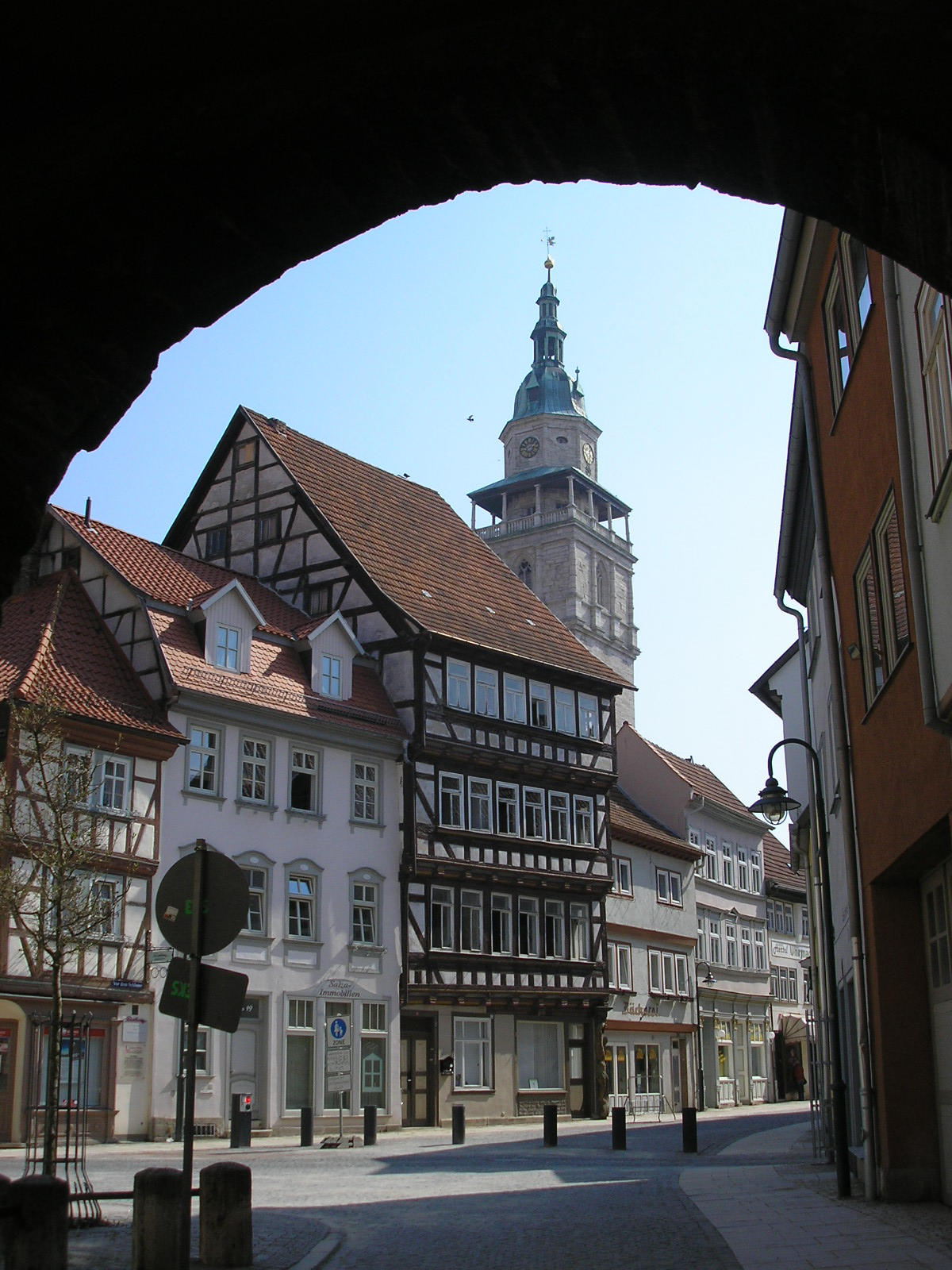
In der Altstadt

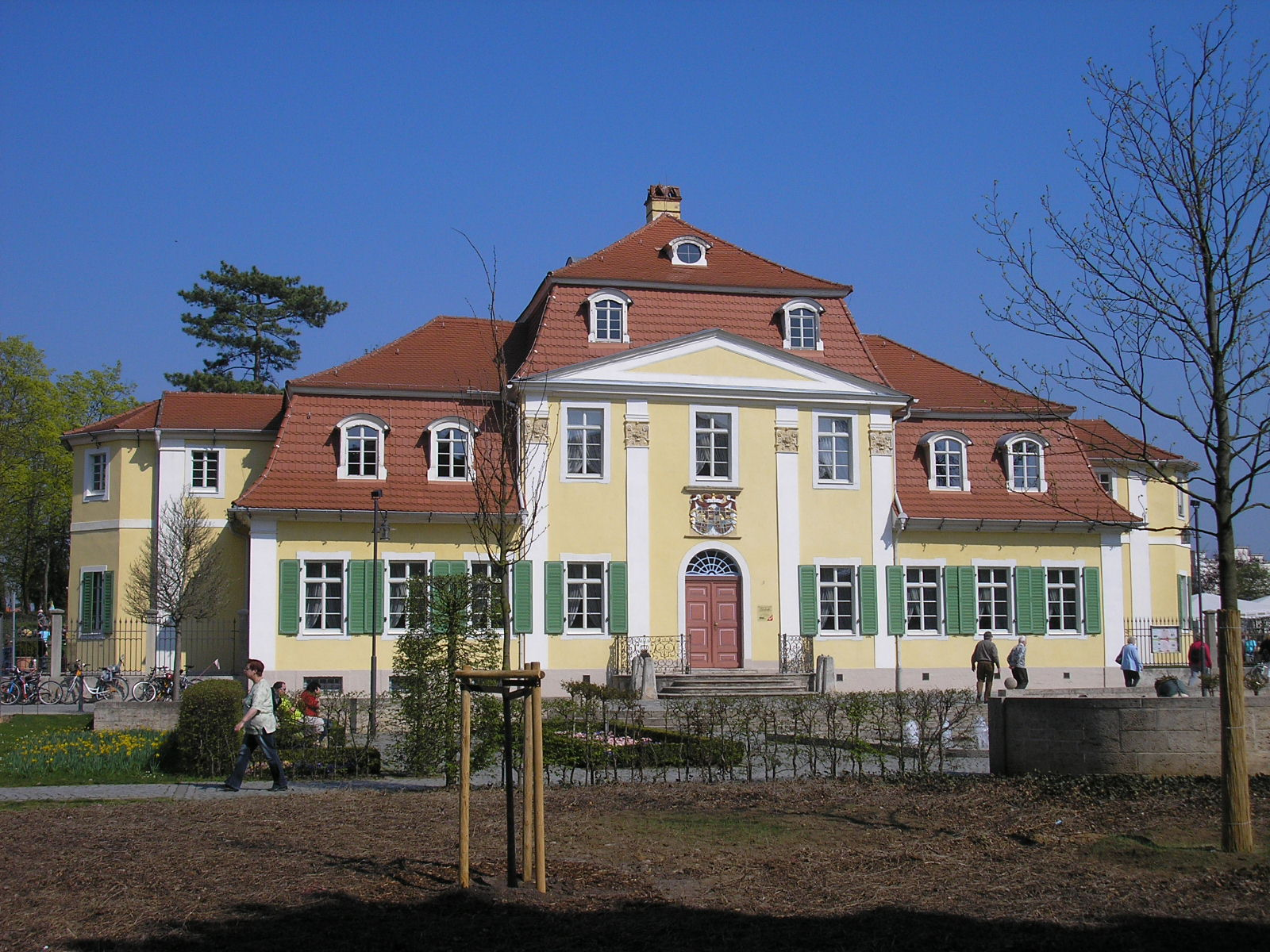
Friederikenschlösschen

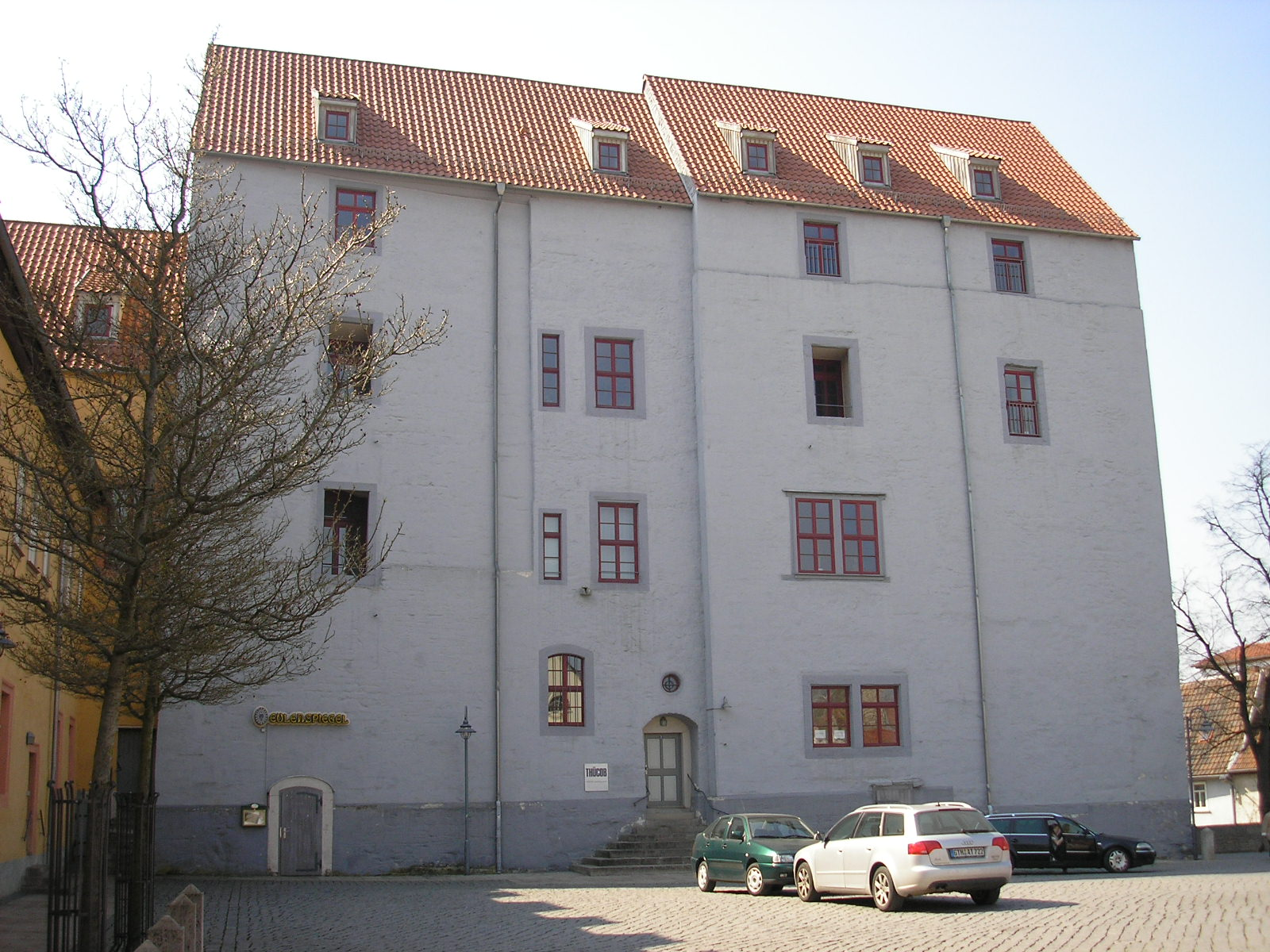
Schloss Dryburg

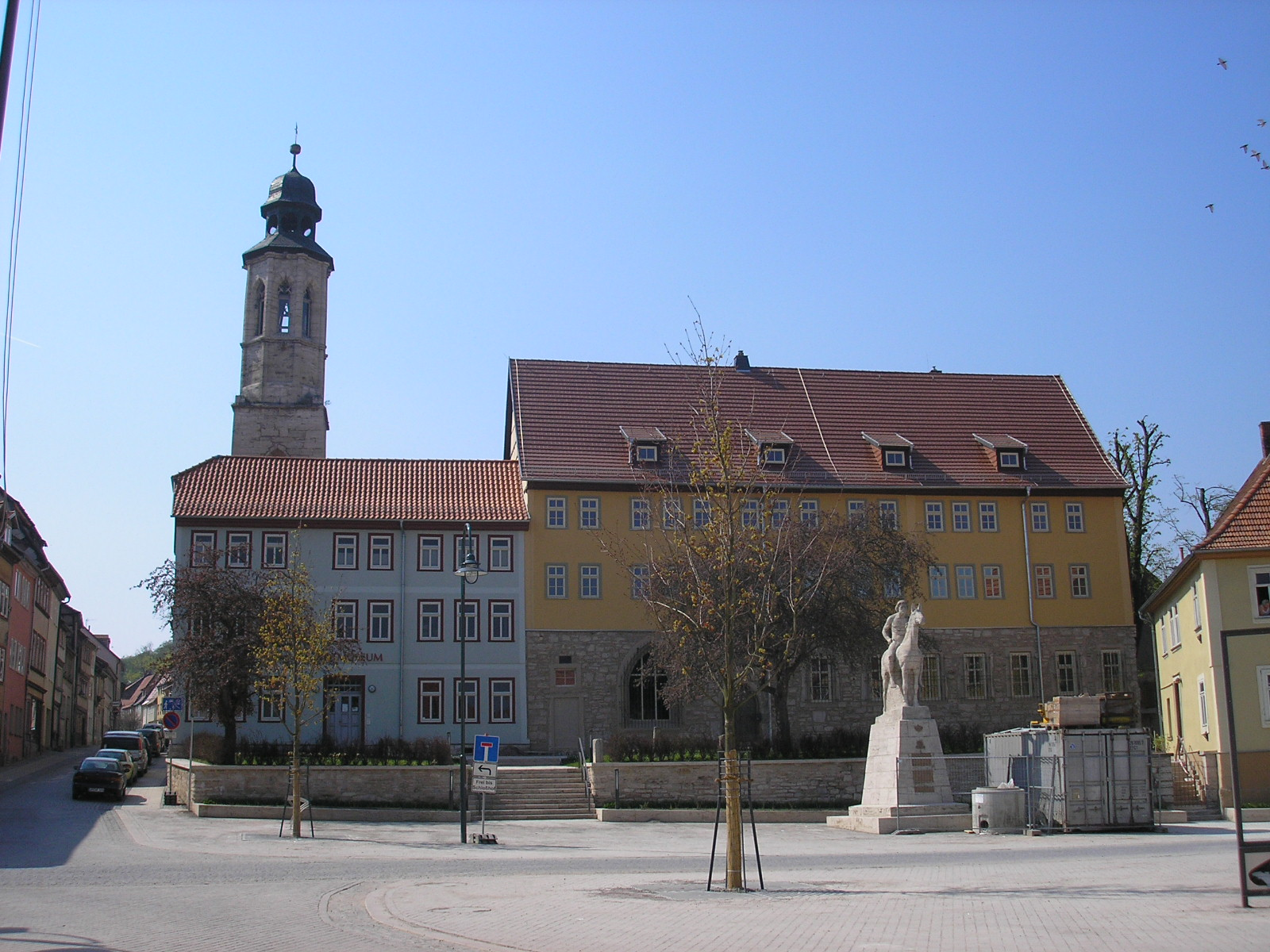
Stadtmuseum im Augustinerkloster

Bad Langensalza (bis 1956: Langensalza) ist eine Kurstadt im Unstrut-Hainich-Kreis in Thüringen. Sie ist nach der Kreisstadt Mühlhausen die zweitgrößte Stadt im Kreis und bildet das Mittelzentrum für dessen südöstlichen Teil sowie für einige Gemeinden im nördlichen Landkreis Gotha.
Bad Langensalza gehört zu den historisch bedeutendsten Städten im Thüringer Becken, wovon die reichhaltige historische Bausubstanz in der Altstadt zeugt. Sie hat mit einer ummauerten Fläche von gut 50 Hektar nach denen der Nachbarstädte Erfurt und Mühlhausen die drittgrößte Altstadt in Thüringen. Als eine der Waidstädte war Bad Langensalza sehr wohlhabend, sodass große Kirchen und eine mächtige Stadtmauer aus Langensalzaer Travertin, der direkt im Südwesten der Altstadt abgebaut werden konnte, errichtet wurden. Seit 1990 wurde die Altstadt zu einem großen Teil restauriert.
Später wurden in der Stadt Heilquellen erschlossen, die bis heute dem Kurbetrieb dienen. Damit einher ging die Anlage mehrerer Parks, wie Rosengarten und Japanischer Garten.

## Geographie

### Geographische Lage
Bad Langensalza liegt im Thüringer Becken, dem fruchtbaren Tiefland entlang der Unstrut. Durch die Stadt selbst fließt die Salza, die etwa zwei Kilometer östlich der Stadt in die Unstrut mündet. Bad Langensalza liegt in einer unbewaldeten, intensiv landwirtschaftlich genutzten flach-welligen Landschaft, die nach Westen zum Hainich, nach Norden zu den Heilinger Höhen und nach Südosten zu den Fahner Höhen ansteigt. Bedingt durch diese Lage ist das Klima in Bad Langensalza verhältnismäßig mild und mit Jahresniederschlägen von etwa 500 Millimetern sehr trocken.
Die Stadt selbst gliedert sich in den relativ großen Altstadtkern, dessen Begrenzung die historische Stadtmauer darstellt, sowie mehrere städtische Erweiterungsgebiete aus der Zeit ab 1850. Zunächst dehnte sich die Stadt Richtung Bahnhof nach Süden und Südosten aus. Hier entstanden auch die ersten Industriegebiete. Es folgte eine Ausdehnung nach Südwesten, wo sich das 1950 eingemeindete Dorf Ufhoven befindet, das mittlerweile vollständig mit der Kernstadt zusammengewachsen ist. Seit 1950 dehnte sich die Stadt vor allem nach Norden aus, wo mehrere Wohn- und Gewerbegebiete entstanden. Durch die Kommunalreformen seit Anfang der 1990er-Jahre wurde das administrative Stadtgebiet stark vergrößert und erstreckt sich jetzt von den Wäldern des Nationalparks Hainich bis auf die östliche Seite der Unstrut.

### Nachbarstädte
Nachbarstädte von Bad Langensalza sind Mühlhausen, 20 Kilometer nordwestlich, Eisenach, 30 Kilometer südwestlich, Gotha, 20 Kilometer südlich, Erfurt, 36 Kilometer südöstlich, Sömmerda, 35 Kilometer östlich und Sondershausen, 35 Kilometer nordöstlich. Angrenzende Gemeinden sind (im Uhrzeigersinn, beginnend im Westen): Unstrut-Hainich, Nottertal-Heilinger Höhen, Kirchheilingen, Sundhausen, Tottleben, Urleben und Großvargula im Unstrut-Hainich-Kreis, Tonna und Nessetal im Landkreis Gotha sowie Hörselberg-Hainich im Wartburgkreis.

### Stadtgliederung
Bad Langensalza gliedert sich in insgesamt 15 Ortsteile (einschließlich der Kernstadt):
| Ortsteil      | Einwohner | Datum der Eingemeindung |
| ------------- | --------- | ----------------------- |
| Kernstadt     | 11532     |                         |
| Aschara       | 440       | 1. Jan. 1994            |
| Eckardtsleben | 195       | 1. Jan. 1992            |
| Großwelsbach  | 253       | 1. Jan. 1994            |
| Grumbach      | 221       | 1. Apr. 1993            |
| Henningsleben | 228       | 1. Apr. 1993            |
| Illeben       | 148       | 1. Jan. 1992            |
| Klettstedt    | 206       | 1. Jan. 2019            |
| Merxleben     | 431       | 1. Jan. 1994            |
| Nägelstedt    | 704       | 1. Juli 1993            |
| Thamsbrück    | 940       | 1. Jan. 1994            |
| Ufhoven       | 1545      | 1. Juli 1950            |
| Waldstedt     | 98        | 1. Juli 1992            |
| Wiegleben     | 342       | 1. Sep. 1993            |
| Zimmern       | 308       | 1. Jan. 1994            |

Auf Basis einer 2018 gestarteten Bürgerinitiative beschloss der Stadtrat am 21. Februar 2019, Ufhoven den Ortsteilstatus zu verleihen. Dieser Beschluss ist mit Bekanntgabe der dafür geänderten Hauptsatzung in Kraft getreten. Ufhoven hatte am 31. Dezember 2020 1.545 Einwohner. Damit ist Ufhoven nicht nur der jüngste, sondern auch größte aller Ortsteile (die Kernstadt ausgenommen).

## Geschichte

### Ersterwähnung bis 1815
Zu Beginn des 9. Jahrhunderts wurde erstmals ein Ort namens Salza – im lateinischen Text Salzaha – im Breviarium Sancti Lulli, dem Güterverzeichnis des Klosters Hersfeld zur Zeit des Erzbischofs Lullus von Mainz († 786), urkundlich erwähnt. Das Kloster besaß im Ort zwei Hufen und zwei Höfe.
Am 1. Juni 932 erfolgte die erste sichere urkundliche Erwähnung des Dorfes Salzaha (Langensalza) in der Urkunde über einen Gütertausch im Westergau zwischen dem deutschen König Heinrich I. und dem damaligen Abt des Klosters Hersfeld, Megingoz.
Im Jahr 1070 stiftete Ludwig der Springer aus dem Geschlecht der Ludowinger die Liebfrauenkirche in Salza. Drei Jahre später wurde im Reichshof Homburg an der Unstrut eine Fürstenversammlung abgehalten. Im Rahmen des Sachsenkriegs Heinrichs IV. fand am 9. Juni 1075 die Schlacht bei Homburg und Nägelstedt an der Unstrut statt. Das königliche Heer siegte über das vereinte aufständische sächsisch-thüringische Heer. Der Halberstädter Bischof Burchard II., einer der Anführer der Aufständischen, wurde in der Homburg festgesetzt.
1136 wurde die Stiftung des Benediktinerklosters Homburg erneuert. Kaiser Lothar III. bestimmte die Umwandlung des Nonnenklosters in ein Mönchskloster. Das Kloster gehörte zur Erzdiözese Mainz und wurde unter den Schutz von Papst Honorius gestellt.
Im Jahr 1196 verliehen Bernhard III. von Sachsen (?) und Heinrich V., Pfalzgraf bei Rhein, dem Kloster Homburg die Kirche St. Stephan in Salza samt Patronat und Grundbesitz.
Im staufisch-welfischen Thronstreit kam es 1212 zur Belagerung der Dryburg in Salza durch Kaiser Otto IV. Nach kurzem Widerstand gaben die Belagerten auf. Noch im selben Jahr soll der Kaiser dem Dorf das Stadtrecht verliehen haben. Die erste zuverlässige Nennung Salzas als Stadt („oppidum“) ist in einer Urkunde Werner von Eppsteins belegt. Der Erzbischof von Mainz verlängerte darin ein über die Stadt verhängtes Interdikt und untersagte den Bewohnern den Handel in Erfurt.
Die ersten Nachweise einer Münzstätte Langensalza (Salza) sind mit Brakteaten der Herren von Salza, geprägt von etwa 1255 bis 1300, erbracht worden.
Um 1300 wurde die Stadtmauer mit vier Eingangstoren fertiggestellt. Heute sind von der ältesten Stadtbefestigung noch vier Stadtmauertürme erhalten.
1325 gründeten Günther IV. von Salza und seine Söhne das Weißfrauenkloster.
Wegen eines Besitzstreites zwischen dem Landgrafen von Thüringen, Friedrich II., und dem Mainzer Erzbischof Heinrich von Virneburg (Thüringer Grafenkrieg) wurde die Stadt 1346 belagert und zerstört. 1356 schlossen sich Jacobstadt, Neustadt und Altstadt zusammen und bildeten einen gemeinsamen Rat. Es wurde eine Stadtmauer mit sieben Toren und mehr als dreißig Wachtürmen errichtet.
Nach der sächsischen Erbteilung im Jahr 1485 gehörten Stadt und Amt Salza zum albertinischen Herzogtum Sachsen.
Am 25. April 1525 begann ein Aufstand der Handwerker und Bauern im Zuge des Bauernkrieges. Die Aufständischen erzwangen zwölf Sitze im Stadtrat. 1578 wurde die Stadt erstmals als „Langensalza“ urkundlich erwähnt. Die Pappenheimer plünderten und brandschatzten Langensalza 1632 im Zuge des Dreißigjährigen Krieges.
Die Stadt lag an der 1700 eingerichteten Fahrpostroute Leipzig–Kassel im Rahmen der Fernpostlinie Moskau–Amsterdam.
Ein verheerender Stadtbrand legte 1711 Teile der Altstadt in Schutt und Asche. Die im prachtvollen Barockstil an ihrer Stelle entstandenen Bürgerhäuser prägen noch heute das Bild der Stadt. 1751 wurde das Friederikenschlösschen für die Herzoginwitwe Friederike von Sachsen-Weißenfels (1715–1775) errichtet. 1811 wurden Schwefelquellen entdeckt. Schon im Folgejahr eröffnete das erste Schwefelbad im Badewäldchen.

### Geschichte ab 1815

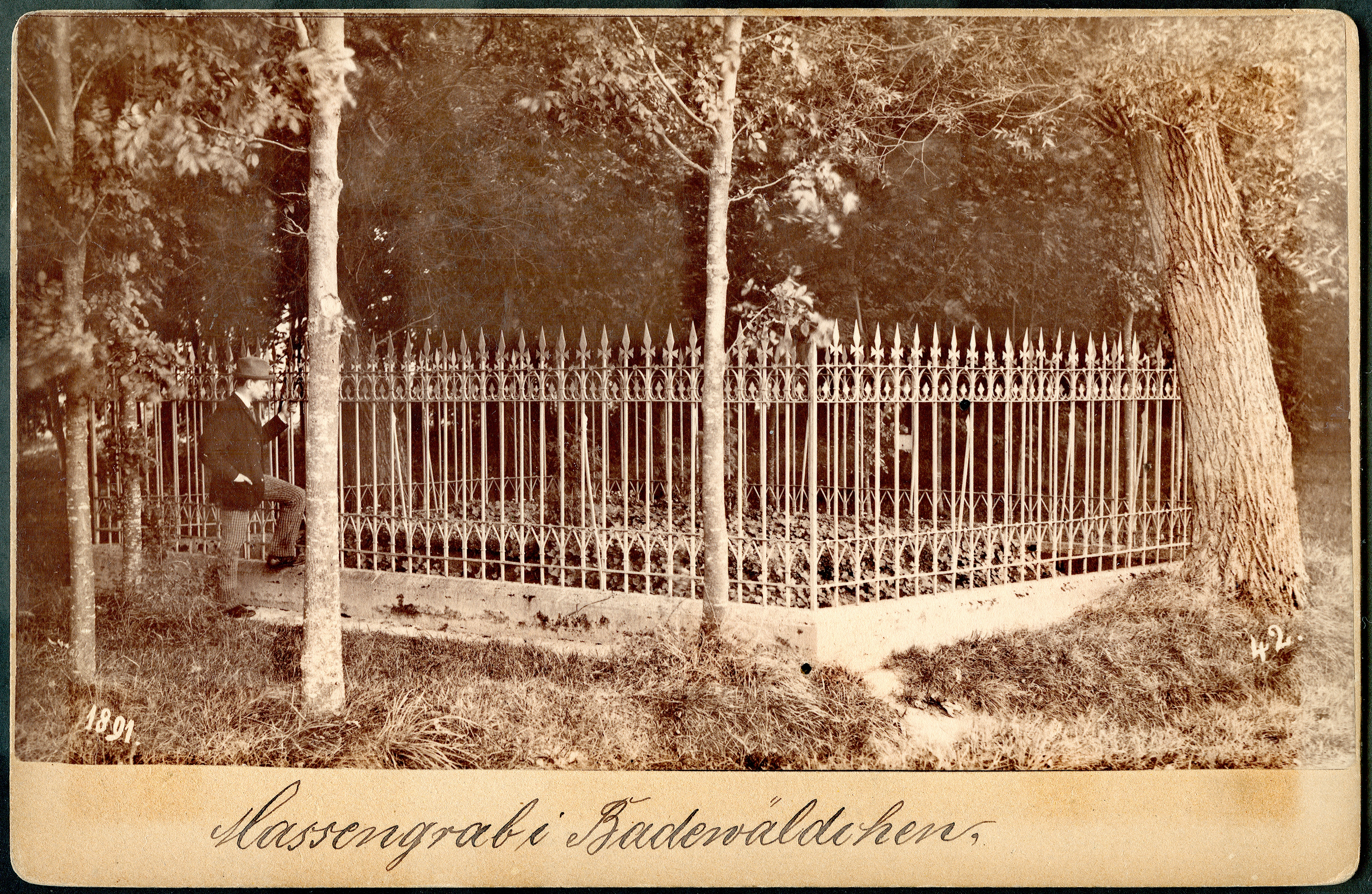
Massengrab i[m] Badewäldchen für die Toten der Schlacht bei Langensalza; Kabinettfoto Nummer 42 von Christian Gottfried Bregazzi, handschriftlich datiert 1891

Nach dem Wiener Kongress kam Langensalza 1815 durch die Aufteilung Sachsens als Kreisstadt zur preußischen Provinz Sachsen. Im Deutschen Krieg wurden am 27. Juni 1866 in der Schlacht bei Langensalza schnell zusammengezogene preußische Truppen und vom Herzogtum Sachsen-Coburg-Gotha von der Armee des Königreichs Hannover geschlagen, welche gleichwohl zwei Tage später vor der überlegenen preußischen Armee kapitulierte.
Im Juni 1938 wurde im Reinhardbrunner Hof eine antisemitische Hetzausstellung gezeigt, die einen propagandistischen Beitrag zur Verfolgung von Langensalzaer Juden gab. Ebenso wurden Sinti- und Roma-Familien verfolgt, von denen einige im KZ Langensalza, einem Außenlager des KZ Buchenwald, inhaftiert waren. Dort mussten insgesamt etwa 1300 ausländische Frauen und Männer Zwangsarbeit für ein Projekt der Junkers verrichten.
Am 24. März 1944 erfolgte ein Luftangriff auf die Stadt. Eine Luftmine detonierte an der Treischmühle und beim Hotel „Zum Schwan“ am heutigen Wiebeckplatz, führte zu schweren Zerstörungen im Umkreis, und weite Teile der Innenstadt verloren Dächer und Fenster. Beginnende Brände durch Hunderte von Stabbrand- und Phosphorbomben quer durch die Stadt konnten gelöscht werden. Die Presse meldete acht Tote und acht vermisste Personen. Wahrscheinlich hatte ein (angeschossenes?) schweres britisches Bombenflugzeug den Angriff geflogen. Auf der im Volksmund Bombenfleck genannten Freifläche befindet sich heute ein Parkplatz.
Am 5. April 1945 wurde Langensalza durch amerikanische Truppen besetzt und Anfang Juli an die Rote Armee übergeben. So wurde es Teil der Sowjetischen Besatzungszone (SBZ) und ab 1949 der DDR.
1952 wurde der Kreis Langensalza im Bezirk Erfurt gebildet. Nach der Wiedervereinigung 1990 wurden die Kreise Mühlhausen und Langensalza 1994 zum Unstrut-Hainich-Kreis zusammengelegt. Langensalza verlor dadurch den Status einer Kreisstadt.
Seit dem 28. Juni 1956 trägt Langensalza den Namenszusatz Bad. Nach der Entdeckung von Sole und Mineralwasser im Jahr 1996 wurden die Kurgesellschaft Bad Langensalza mbH Thermalsole- und Schwefelbad (1997) und der Nationalpark Hainich (31. Dezember 1997) gegründet, die Rehaklinik an der Salza (1998), das Kurmittelhaus (Friederiken-Therme) (21. Mai 1999), der Rosengarten mit Rosenmuseum (Juli 1999), der Botanische Garten auf dem Gelände des ehemaligen Freibades (22. Juni 2002) und der Japanische Garten (16. August 2003) eröffnet.
Seit dem 22. Juni 2002 nennt sich Bad Langensalza „Rosenstadt“. Am 21. März 2005 erhielt Bad Langensalza von Thüringens Wirtschaftsminister Jürgen Reinholz während einer Festveranstaltung im Kultur- und Kongresszentrum die Anerkennungsurkunde als Schwefel-Sole-Heilbad. Damit gilt Bad Langensalza endgültig als staatlich anerkannter Kurort nach bundesdeutschen Kriterien.
Am 26. August 2005 wurde nahe Bad Langensalza, am Ostrand des Nationalparks Hainich, der Baumkronenpfad Hainich eröffnet.
Am 25. Mai 2009 erhielt die Stadt den von der damaligen Bundesregierung verliehenen Titel „Ort der Vielfalt“.

### Eingemeindungen

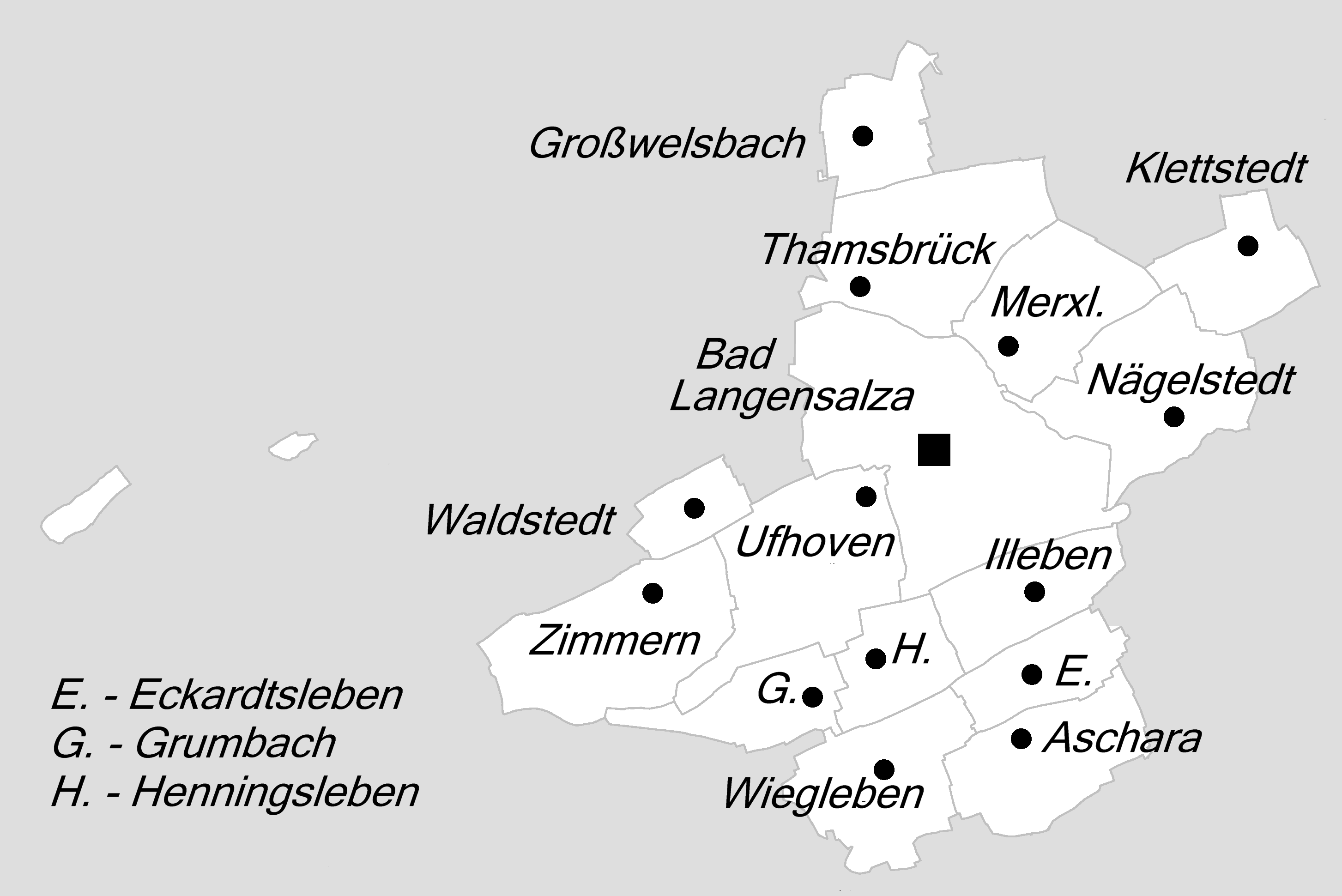
Stadtteilübersicht

- 1. Juli 1950: Ufhoven
- 1. Januar 1992: Eckardtsleben und Illeben
- 6. Mai 1993: Grumbach (bei Bad Langensalza), Henningsleben, Waldstedt und Wiegleben
- 8. März 1994: Aschara, Großwelsbach, Merxleben, Nägelstedt, Thamsbrück (Stadt) und Zimmern
- 1. Januar 2019: Klettstedt

### Einwohnerentwicklung
Seit Mitte des 19. Jahrhunderts ist die Einwohnerzahl von Bad Langensalza stetig angestiegen und überschritt bereits 1880 die Marke von 10.000 Einwohnern. Nach Gründung der DDR war ein leichter Bevölkerungsrückgang zu verzeichnen, ab den frühen 1990er-Jahren kehrte sich dieser Trend – bedingt durch mehrere Eingemeindungen – wieder um. Mitte der 1990er-Jahre wurde mit fast 21.000 Einwohnern ein historischer Höchststand erreicht. Mit Beginn des 21. Jahrhunderts sinken die Einwohnerzahlen erneut, zum 31. Dezember 2019 verzeichnete die Stadt erstmals seit 2002 wieder einen Anstieg der Einwohnerzahl.
| Jahr | Einwohner | Quelle |
| ---- | --------- | ------ |
| 1831 | 05.996    |        |
| 1875 | 09.855    | [ 15 ] |
| 1880 | 10.538    | [ 15 ] |
| 1890 | 11.501    | [ 15 ] |
| 1910 | 12.663    | [ 16 ] |
| 1925 | 11.979    | [ 15 ] |
| 1933 | 12.759    | [ 15 ] |
| 1939 | 12.982    | [ 15 ] |
| 1946 | 016.013 ¹ |        |
| 1950 | 018.245 ² | [ 15 ] |
| 1960 | 016.156 ³ | [ 15 ] |
| 1971 | 17.075    | [ 15 ] |

| Jahr | Einwohner | Quelle |
| ---- | --------- | ------ |
| 1981 | 16.563 ³  | [ 15 ] |
| 1984 | 16.8430   |        |
| 1988 | 17.603 ³  | [ 15 ] |
| 1989 | 17.186 ³  | [ 17 ] |
| 1990 | 16.495 ³  | [ 17 ] |
| 1991 | 16.103 ³  | [ 17 ] |
| 1992 | 16.341 ³  | [ 17 ] |
| 1993 | 17.352 ³  | [ 17 ] |
| 1994 | 20.992 ³  | [ 17 ] |
| 1995 | 20.896 ³  | [ 17 ] |
| 1996 | 20.952 ³  | [ 17 ] |
| 1997 | 20.441 ³  | [ 17 ] |

| Jahr | Einwohner | Quelle |
| ---- | --------- | ------ |
| 1998 | 20.118 ³  | [ 17 ] |
| 1999 | 20.123 ³  | [ 17 ] |
| 2000 | 19.917 ³  | [ 17 ] |
| 2001 | 19.709 ³  | [ 17 ] |
| 2002 | 19.861 ³  | [ 17 ] |
| 2003 | 18.994 ³  | [ 17 ] |
| 2004 | 18.814 ³  | [ 17 ] |
| 2005 | 18.689 ³  | [ 17 ] |
| 2006 | 18.567 ³  | [ 17 ] |
| 2007 | 18.392 ³  | [ 17 ] |
| 2008 | 18.296 ³  | [ 17 ] |
| 2009 | 18.150 ³  | [ 17 ] |

| Jahr | Einwohner | Quelle |
| ---- | --------- | ------ |
| 2010 | 17.986 ³  | [ 17 ] |
| 2011 | 17.801 ³  | [ 17 ] |
| 2012 | 17.683 ³  | [ 17 ] |
| 2013 | 17.577 ³  | [ 17 ] |
| 2014 | 17.521 ³  | [ 17 ] |
| 2015 | 17.483 ³  | [ 17 ] |
| 2016 | 17.397 ³  | [ 17 ] |
| 2017 | 17.305 ³  | [ 17 ] |
| 2018 | 17.234 ³  | [ 17 ] |
| 2019 | 17.271 ³  | [ 17 ] |
| 2020 | 17.211 ³  | [ 17 ] |
| 2021 | 17.157 ³  | [ 17 ] |

¹ am 29. Oktober

² am 31. August

³ jeweils zum 31. Dezember

## Politik

### Stadtrat
| Partei / Liste  | Stimmenanteil | Sitze |
| CDU             | 24,5 %        | 6     |
| WIR             | 21,3 %        | 5     |
| Die Linke       | 15,7 %        | 4     |
| SPD             | 13,7 %        | 3     |
| Bürgerliste/FDP | 12,4 %        | 3     |
| BLU             | 8,2 %         | 2     |
| GRÜNE           | 4,3 %         | 1     |

| Partei / Liste | Stimmenanteil | Sitze |
| Bürgerliste    | 26,1 %        | 7     |
| CDU            | 22,9 %        | 5     |
| WIR            | 15,6 %        | 4     |
| Die Linke      | 8,0 %         | 2     |
| AfD            | 15,3 %        | 4     |
| SPD            | 7,7 %         | 2     |
| GRÜNE          | 1,9 %         | 0     |

### Bürgermeister
Am 29. April 2018 ist Matthias Reinz (parteilos) mit 76,9 % der Stimmen zum Bürgermeister der Stadt Bad Langensalza gewählt worden. Er trat das Amt am 1. Juli 2018 im Rathaus an.

#### Ehemalige Bürgermeister
- Um 1870: Karl Adolf Cramer
- 1886 bis 1919: Oskar Wiebeck (1857–1932)
- 1959 bis 1963: Erhard Liehr (SED)
- 1963 bis 1967: Otto Binternagel (SED)
- 1967 bis 1974: Heinz Sickel (SED)
- 1974 bis 1990: Horst Krieger (SED) (1931–2015)
- 1990 bis 1994: Rolf Matthäs (CDU)
- 1994 bis 2018: Bernhard Schönau (FDP, † Januar 2021)[21]

### Städtepartnerschaften
Bad Langensalza unterhält aktive Städtepartnerschaften mit:
- Oostkamp (Westflandern, Belgien)
- Bad Nauheim (Hessen, Deutschland)

Außerdem bestehen Städtefreundschaften mit:
- Ukmergė (Rajongemeinde Ukmergė, Litauen)
- Departamento Montecarlo (Provinz Misiones, Argentinien)

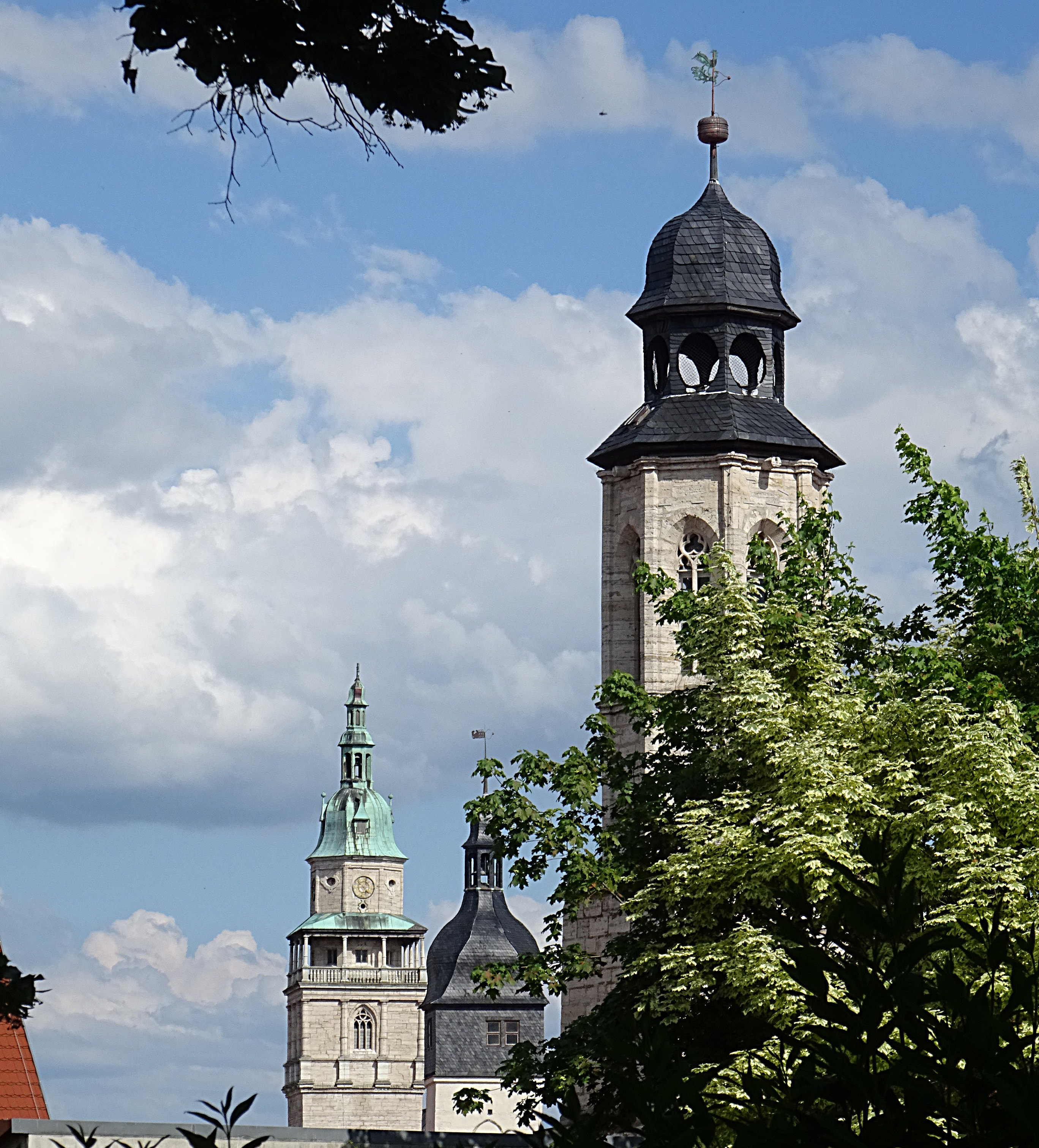
Dreitürmeblick

### Wappen
| Wappen von Bad Langensalza | Blasonierung: „In Rot drei spitzgedachte gezinnte silberne Rundtürme, jeder mit einem schräg gestellten Wappen belegt; vorn in Gold ein schwarzer, in der Mitte in Blau ein sieben Mal silbern-rot geteilter Löwe, hinten in Gold zwei blaue Pfähle.“ |
| Wappen von Bad Langensalza | Wappenbegründung: Im Jahre 1356 erfolgte die Verleihung des Stadtsiegels nachweislich durch eine Urkunde nach Vereinigung der Vorstädte Neustadt und Jacobstadt mit der Altstadt. Diesem alten zwei-Türme-Siegel, „an einem Torne ein Rad und an dem anderen einen Lewen“, folgte 1387, nachdem die mainzische Herrschaft verzichtet hatte, wodurch das erzbischöfliche Rad entfiel und die Stadt unter landgräfliche Alleinherrschaft kam, das vorstehend blasionierte, noch heute gültige Wappen. Die drei schräggestellten Wappenschilde, wohl mit Beziehung auf die drei Stadtviertel, zeigen den meißnischen und den thüringischen Löwen sowie die Landsberger Pfähle. Die Wappenschilder sind nach rechts geneigt, als Zeichen der Unterwürfigkeit. |

## Kultur und Sehenswürdigkeiten

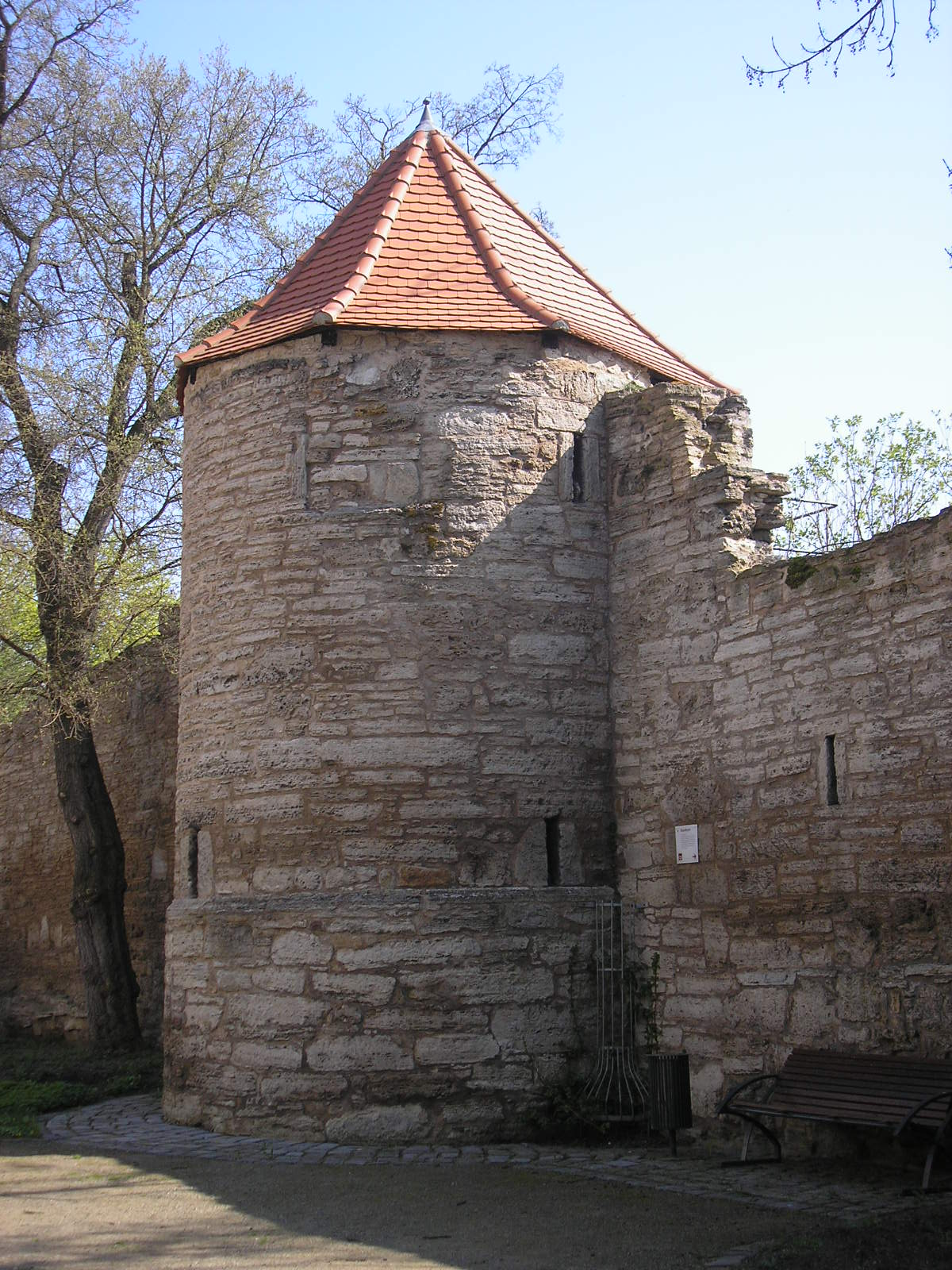
Einer der typischen Wehrtürme in der Stadtmauer

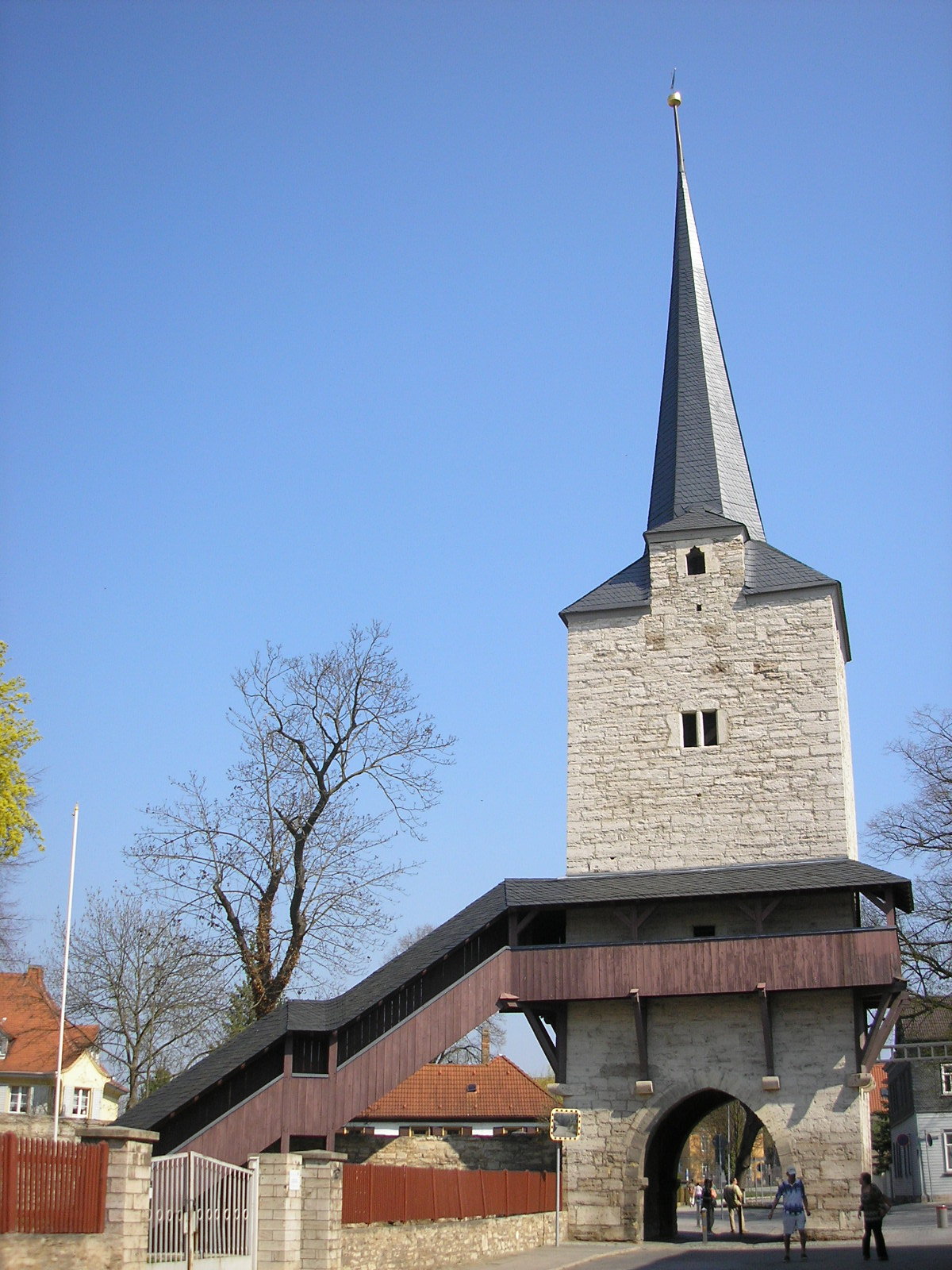
Das Klagetor gehört zur großteils erhaltenen Stadtbefestigung

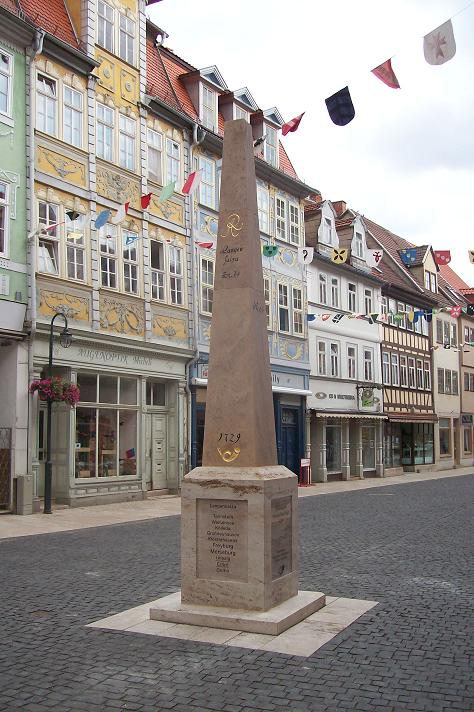
Nachbildung der Kursächsischen Ganzmeilensäule auf erhöhtem Sockel in der Marktstraße

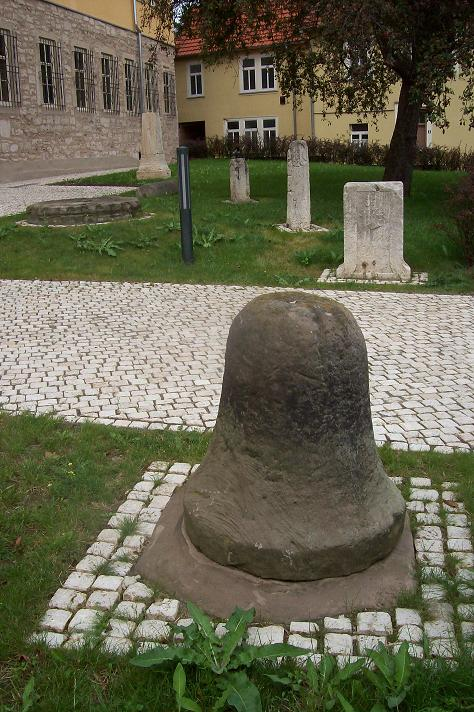
Preußischer Viertelmeilenstein aus dem 19. Jh. und Originalteile Kursächsischer Postmeilensäulen sowie Grenzsteine im Lapidarium am Stadtmuseum

Bad Langensalza verfügt über eine Altstadt mit reichhaltiger historischer Bausubstanz. Außerdem gehören die Kuranlagen, Gärten und Parks zu den Sehenswürdigkeiten der Stadt.

### Museen
- Das Stadtmuseum Bad Langensalza befindet sich am Augustinerplatz in der historischen Altstadt, in den Räumen des einstigen Augustiner-Klosters. Die geologische Sammlung besitzt zahlreiche Zeugnisse pleistozäner Pflanzen. Diese finden sich häufig in dem Travertin-Gestein, welches noch immer am Stadtrand abgebaut wird. Einen Schwerpunkt der heimat- und stadtgeschichtlichen Ausstellung bilden die Kämpfe und Ereignisse des Jahres 1866.[24]
- Im Haus Rosenthal, einem der ältesten Gebäude der Stadt, ist seit Mai 2014 das Thüringer Apothekenmuseum öffentlich zugänglich.[25][26]

### Bauten in der Altstadt
Dominierendes Bauwerk in der Altstadt ist die Marktkirche. Sie wurde im gotischen Stil aus Langensalzaer Travertin errichtet und gehört zu den größten Stadtkirchen Thüringens. Zudem ist ihr 81 Meter hoher Turm eine weithin sichtbare Landmarke. Die zweite große Pfarrkirche der Altstadt ist die Bergkirche, eine spätgotische, dreischiffige Basilika, die der historischen Jacobsvorstadt als Pfarrkirche dient.
Im Westen der Altstadt befinden sich zwei ehemalige Klöster. Im Augustinereremitenkloster ist heute das Stadtmuseum untergebracht. Vom Barfüßerkloster sind nur noch einige Gebäude erhalten.
Die beiden prägendsten Profanbauten der Altstadt sind das Rathaus und das Schloss Dryburg. Das Rathaus steht frei in der Mitte des Neumarkts. Die Vorgängerbauten wurden 1530 und 1742 durch Brände zerstört, lediglich der gotische Turm blieb erhalten. Dieser wurde beim Bau des heutigen Rathauses zwischen 1742 und 1751 mit einbezogen. Das Rathaus wurde ebenfalls aus Langensalzaer Travertin errichtet. Das Schloss Dryburg befindet sich nah dem Rathaus im Zentrum der Altstadt. Es wurde um 1200 als Stadtburg der Herren von Salza errichtet. Seine heutige Gestalt erhielt das Schloss zwischen 1694 und 1712 im Rahmen mehrerer Umbauten. Es diente den Herzoginnen von Sachsen-Weißenfels als Witwensitz. Neben diesen öffentlichen Gebäuden sind in der Altstadt auch zahlreiche Fachwerk- und Stein-Bürgerhäuser aus der frühen Neuzeit erhalten.
Umgeben wird die Altstadt von der in großen Teilen erhaltenen Stadtmauer. Sie wurde 1365 nach einer Stadterweiterung angelegt und umfasste ursprünglich 24 Wehrtürme und sieben Tore. Davon sind 16 Türme erhalten sowie das Klagetor. Die Wallanlagen wurden teilweise zu Promenaden, Parks und Gärten umgestaltet.
In der Nähe der Marktkirche am Töpfermarkt befindet sich das Blücherhaus. In dem 1555 erbauten Renaissancehaus übernachtete der Heerführer Gebhard Leberecht von Blücher am 25. Oktober 1813. Er hatte kurz zuvor für seinen entscheidenden Beitrag zum Sieg in der Völkerschlacht bei Leipzig die Generalfeldmarschallwürde erhalten. Der Langensalzaer Tuchweber-Unternehmer Johann Friedrich Graeser der Jüngere richtete hierfür das Festmahl aus und stellte Blücher ein Quartier. zur Verfügung. Das Haus ist seitdem nach dem Feldmarschall benannt.

### Gärten
Bad Langensalza ist bekannt für seine Kuranlagen, zum Beispiel die Friederiken-Quelle. Eine weitere Sehenswürdigkeit ist der Rosengarten mit dem Rosenmuseum. Außerdem gibt es in Bad Langensalza ein Arboretum, einen Magnoliengarten, einen Travertingarten und den Japanischen Garten Kofuko no Niwa (Garten der Glückseligkeit) mit dem authentisch japanischen Teehaus „Sei Sen An“.
Im Friederikenschlösschen ist das Haus des Gastes untergebracht. Das Friederikenschlösschen ist ein spätbarockes Lustschloss, das 1749/50 für Friederike von Sachsen-Gotha-Altenburg vor der östlichen Stadtmauer errichtet wurde.

### Weitere Sehenswürdigkeiten
Zwei Fragmente Kursächsischer Postmeilensäulen von 1729, des Viertelmeilensteines Nr. 63 und der Ganzmeilensäule Nr. 64, im Museum sowie eine Nachbildung der Ganzmeilensäule Nr. 64 in der Marktstraße (markierter Originalstandort: Ortsausgang Richtung Mühlhausen/Thüringen) erinnern an die damalige Zugehörigkeit zum Herzogtum Sachsen-Weißenfels und die Lage am 1700 eingerichteten Fahrpostkurs Leipzig–Kassel.
In der näheren Umgebung befindet sich der Nationalpark Hainich mit einer Vielzahl von Wanderwegen und dem Baumkronenpfad Hainich an der Thiemsburg.

### Geschichtsdenkmale
- Denkmal im Arboretum für die in der Schlacht bei Langensalza am 27. Juni 1866 gefallenen Hannoveraner mit den Namen der Toten
- Das Kriegerdenkmal für die im Ersten Weltkrieg gefallenen Soldaten des Regiments Jäger zu Pferde Nr. 2 ist nicht erhalten.
- Reiter-Denkmal für die im Ersten Weltkrieg gefallenen Soldaten des Thüringischen Ulanen-Regiments Nr. 6 am Augustinerplatz (genannt „nackter Reiter“)
- Ein Gedenkstein in der Flur Mittelharth erinnert an einen unbekannten KZ-Häftling, der beim Todesmarsch Richtung KZ Flossenbürg ermordet wurde
- Ein Mahnmal an der Ecke Friedrich-Hahn-Straße/Feldstraße erinnert seit 1984 an alle Opfer des KZ-Todesmarsches
- Ein Gedenkstein auf dem Gelände der ehemaligen Thüringer Kammgarnwerke mahnt seit 1965, 22 ermordete Zwangsarbeiter des KZ-Außenkommandos nicht zu vergessen.
- Im Ehrenhain auf dem Neuen Friedhof Im Jacobifelde wird mit einem Obelisken über den Gräbern der sowjetischen Soldaten und umgekommenen Zwangsarbeiter(innen) gedacht.
- Ein Gedenkstein auf dem Neuen Friedhof erinnert an vier umgekommene polnische Zwangsarbeiter.

### Veranstaltungen
Nachdem man im Jahre 1811 bei Flussregulierungsarbeiten am Ortsrand von Langensalza auf Schwefelquellen stieß und, darauf gründend, ein Kurbad etablierte, beging man ein Jahr später das erste Brunnenfest. Dieses wird seither jährlich (Ausnahmen bilden die letzten Jahre des Zweiten Weltkriegs und das Corona-Jahr 2020), sich in der Neuzeit über zwei Wochenenden im Frühsommer erstreckend, mit einem Festumzug, mit Rummel und verschiedenen kulturellen und sportlichen Veranstaltungen begangen. Als Höhepunkt und Abschluss des Festumzugs werden von Kindern an den Brunnen der Stadt Blumengestecke und -kränze niedergelegt.
Seit 1992 findet alljährlich am letzten Augustwochenende in der Altstadt das Mittelalterstadtfest statt, mit Handwerker- und Händlerständen, Musik- und Kleinkunstprogramm sowie Schaukämpfen.

### Sport
Bekannteste Vereine der Stadt sind der Thüringer Handball Club Erfurt/Bad Langensalza in der Handball-Bundesliga der Frauen sowie der ehemalige Fußball-Gau- und DDR-Ligist FSV Preußen Bad Langensalza. Zudem findet jährlich ein international besetztes Weitsprung-Meeting statt.

## Wirtschaft und Infrastruktur

### Wirtschaft
Bad Langensalza war jahrhundertelang vor allem eine Handelsstadt, in der Erzeugnisse aus der Umgebung verkauft wurden. Ergänzt wurde die städtische Struktur durch Handwerker und Ackerbürger. Mit der Industrialisierung nach dem Eisenbahnanschluss 1870 siedelten sich auch Fabriken in der Stadt an, vor allem aus der Nahrungsindustrie, später auch aus dem Maschinenbau/Elektroindustrie. Die schon 1802 begonnene maschinelle Textilverarbeitung verlor schon im frühen 20. Jahrhundert an Bedeutung. Heute prägen insbesondere mittelständische Betriebe sowie der Tourismus mit den Kuranlagen und dem Nationalpark Hainich das wirtschaftliche Bild der Stadt. In Bad Langensalza befinden sich nicht nur die „Klinik an der Salza“ und die Verwaltung des Nationalparks Hainich, sondern auch das Landesamt für Verbraucherschutz.

### Verkehr

#### Straße
Die Stadt verfügt über keinen direkten Autobahnanschluss, ist aber über drei Bundesstraßen mit den wichtigsten Nachbarstädten verbunden. Die Bundesstraße  B 84 führt von Eisenach im Südwesten nach Sondershausen im Nordosten, die Bundesstraße B 176 schließt östlich am Andislebener Kreuz an die Bundesstraße A 4 an und führt dann weiter nach Sömmerda im Osten, wobei die B 4 auch den Anschluss nach Erfurt im Südosten darstellt und die Bundesstraße B 247 führt nach Mühlhausen im Nordwesten und Gotha im Süden. Landesstraßen führen nach Bad Tennstedt im Osten, nach Schlotheim im Norden und in den Hainich im Westen.

#### Eisenbahn
An das Eisenbahnnetz ist die Stadt über den Bahnhof Bad Langensalza seit 1870 angeschlossen. Die Bahnstrecke Gotha–Leinefelde und die Bahnstrecke Kühnhausen–Bad Langensalza befinden sich in Betrieb, während die Bahnstrecke Bad Langensalza–Haussömmern seit 1969 stillgelegt ist. Bedient wird der Bahnhof im südlichen Stadtgebiet von Regionalexpress-Zügen den Linien RE 1 Göttingen – Bad Langensalza – Gotha – Erfurt – Glauchau (Zwei-Stunden-Takt) und RE 2 Kassel – Bad Langensalza – Erfurt (Zwei-Stunden-Takt) sowie Regionalbahn-Zügen auf den Linien RB 53 Bad Langensalza – Gotha (Zwei-Stunden-Takt) und RB 53 Leinefelde – Bad Langensalza – Erfurt (Zwei-Stunden-Takt). Für alle 4 Linien ist der Betreiber DB Regio Südost.

#### ÖPNV
Bad Langensalza verfügt über ein eigenes Stadtbus-Netz, welches mit zwei Linien von Montag bis Samstag im Taktverkehr betrieben wird. Zentraler Treffpunkt der Stadtbuslinien ist der Bus-„Treffpunkt“ am Wiebeckplatz im Zentrum. Betreiber ist das örtliche Busunternehmen Salza Tours – König OHG. Seit Juni 2016 kommen auf den Stadtbuslinien Bad Langensalzas erstmals in Thüringen dauerhaft und planmäßig Elektrobusse (Typ Sileo S10) zum Einsatz.
Der öffentliche Personennahverkehr zu weiteren Orten wird durch neun Regionalbuslinien der Regionalbus-Gesellschaft Unstrut-Hainich- und Kyffhäuserkreis sichergestellt. Für den Regionalbusverkehr besteht ein Zentraler Omnibusbahnhof direkt neben dem Bahnhof.
Des Weiteren verfügt die Stadt über einen Flugplatz. Der nächste Verkehrsflughafen ist der Flughafen Erfurt-Weimar.

### Wasser und Abwasser
Die Trinkwasserversorgung wurde dem Verbandswasserwerk Bad Langensalza übertragen und die Abwasserbeseitigungspflicht wurde auf den Abwasserzweckverband "Mittlere Unstrut" übertragen.

### Bildung
In Bad Langensalza bestehen die folgenden Schulen:
Grundschulen
- Christoph-Wilhelm-Hufeland-Schule
- Grundschule Sonnenhof
- THEPRA Grundschule
- Evangelische Grundschule in Ufhoven
- Staatliche Grundschule Albert Schweitzer in Thamsbrück

Gymnasium
- Salza-Gymnasium (Standorte Schulplatz 6 und Hannoversche Straße 1)

Regelschule
- Wiebeckschule

Gemeinschaftsschule
- Brückenschule Aschara

Förderschule
- Förderschule An der Salza